# Gogodala jezici
Gogodala jezici, malena skupina transnovogvinejskih jezika kojima govori nekoliko papuanskih plemena u Papui Novoj Gvineji, provincija Western. Zajedno s jezikom suki čine širu skupinu gogodala-suki.
Obuhvaća tri jezika: ari, 50 (2000 S. Wurm); gogodala, 22,000 (2004 SIL); waruna, 600 (1991 SIL).

## Klasifikacija
Transnovogvinejski jezici/ Trans-New Guinea, 
Gogodala-Suki jezici
Gogodala jezici:  (3) jezika: ari, gogodala, waruna.

## Vanjske poveznice
- Ethnologue (14th)
- Ethnologue (15th)